# Manuel Alabart
Manuel Alabart Fernández-Cavada (Madrid, 13 de septiembre de 1947) es un diplomático español, desde 2009 embajador de España en México.

## Biografía
Licenciado en Derecho por la Universidad Complutense de Madrid y doctor en Relaciones Internacionales por la Escuela Diplomática de Madrid.
Ha estado destinado en las representaciones diplomáticas españolas en Irán, Estados Unidos y Portugal. Ha sido Director de Relaciones Económicas con Europa del Este y embajador de España en Guinea Ecuatorial (1988-1991), Malasia (1992-1996), Argentina (2000-2004) y Arabia Saudita (2005-2009). En 1996 fue nombrado director general de Política Exterior para África, Asia y Pacífico hasta el año 2000.